# Turmarca
Il turmarca, nella struttura statale e militare bizantina, poteva indicare due tipi di importanti servitori dell'Impero: o un comandante di grandi unità militari, terrestri o navali, o un governatore civile di una provincia (dal momento che il responsabile militare era chiamato per lo più "protospatario").
La parola deriva dal greco "τύρμα" (turma, termine che indicava nell'accezione greca una unità militare di ampie dimensioni) e "ἄρχω" (comandare): quindi "comandante di turma".